# Gueorgi Asparoukhov
Gueorgi Asparoukhov Rangelov (en bulgare : Георги Рангелов Аспарухов) dit Gundi Asparoukhov est un footballeur bulgare, né le 4 mai 1943 à Sofia, et mort le 30 juin 1971 à l'âge de seulement 28 ans.

## Biographie
Cet attaquant participe à la Coupe du monde 1962, puis à la Coupe du monde 1966 et enfin à la Coupe du monde 1970 avec l'équipe de Bulgarie.
Il dispute un total de 247 matchs en 1re division bulgare, inscrivant 150 buts dans ce championnat. Il remporte avec le Levski Sofia trois titres de champion et trois coupes nationales. 
Il meurt brutalement à la suite d'un accident de voiture avec son coéquipier Nikola Kotkov.

## Carrière
- 1960-1961 :  Levski Sofia
- 1961-1963 :  Botev Plovdiv
- 1963-1971 :  Levski Sofia

## Palmarès
- 50 sélections et 19 buts avec l'équipe de Bulgarie entre 1962 et 1971
- Champion de Bulgarie en 1965, 1968 et 1970 avec le Levski Sofia
- Vainqueur de la Coupe de Bulgarie en 1962 avec le Botev Plovdiv, en 1967, 1970 et 1971 avec le Levski Sofia

## Distinctions personnelles
- Meilleur buteur du championnat de Bulgarie lors de la saison 1964-1965 avec 27 buts
- Élu footballeur bulgare de l'année en 1965
- Élu sportif bulgare de l'année en 1965
- Élu meilleur joueur bulgare du 20e siècle
- 8e place au Ballon d'or 1965